# Coenonympha fettigii
Coenonympha fettigii är en fjärilsart som beskrevs av Charles Oberthür 1874. Coenonympha fettigii ingår i släktet Coenonympha och familjen praktfjärilar. Inga underarter finns listade i Catalogue of Life.